# Blood, Tears & Gold
Blood, Tears & Gold è un singolo del gruppo musicale britannico Hurts, pubblicato il 7 ottobre 2011 come sesto estratto dal primo album in studio Happiness.

## Video musicale
Il videoclip è stato pubblicato il 10 gennaio 2010 attraverso il canale YouTube del duo.

## Tracce
CD singolo
1. Blood, Tears & Gold – 4:20
2. Blood, Tears & Gold (Lotus Eaters on My Mind Remix by Pantha du Prince) – 11:02

Download digitale
1. Blood, Tears & Gold – 4:18
2. Blood, Tears & Gold (Lotus Eaters on My Mind Remix by Pantha Du Prince) – 11:01
3. Blood, Tears & Gold (Moonbootica Remix) – 5:44
4. Sunday (Paul van Dyk Remix) – 9:09
5. Blood, Tears & Gold (Video) – 4:31

## Formazione
Gruppo
- Adam Anderson – programmazione, strumentazione
- Theo Hutchcraft – voce, programmazione, strumentazione

Altri musicisti
- Jonas Quant – programmazione, strumentazione
- The Nexus – programmazione, strumentazione
- Salome Kent – violino

Produzione
- Hurts – produzione
- Jonas Quant – produzione
- The Nexus – produzione aggiuntiva
- Mike "Spark" Stent – missaggio
- Matt Green – assistenza al missaggio
- George Marino – mastering